# Invasion soviétique de Sakhaline
Pour l'invasion de 1905, voir Invasion de Sakhaline.
Guerre soviéto-japonaise de la Seconde Guerre mondiale
Batailles
Batailles et opérations de la guerre du Pacifique

Japon :
- Raid de Doolittle
- Bombardements stratégiques sur le Japon (Tokyo
- Yokosuka
- Kure
- Hiroshima et Nagasaki)
- Raids aériens japonais des îles Mariannes
- Campagne des archipels Ogasawara et Ryūkyū
- Opération Famine
- Bombardements navals alliés sur le Japon
- Baie de Sagami
- Invasion de Sakhaline
- Invasion des îles Kouriles
- Opération Downfall
- Reddition du Japon

Pacifique central :
- Pearl Harbor
- Guam (1941)
- Wake
- Raid sur les îles Gilbert et Marshall
- Opération K
- Midway
- Opération RY
- Campagne des îles Gilbert et Marshall
- Campagne des îles Mariannes et Palaos
- Campagne des archipels Ogasawara et Ryūkyū
- Opération Inmate

Pacifique du sud-ouest :
- Nauru
- Invasion des Philippines (1941-42)
- Invasion des Indes orientales néerlandaises
- Opérations de l'Axe dans les eaux australiennes
- Raids aériens japonais sur l'Australie (1942-43)
- Opération Ke
- Campagne des îles Salomon
- Campagne de Nouvelle-Guinée
- Campagne des Philippines
- Campagne de Bornéo (1945)

Asie du sud-est :
- Invasion de l'Indochine (1940)
- Océan Indien (1940-45)
- Guerre franco-thaïlandaise
- Invasion de la Thaïlande
- Campagne de Malaisie
- Hong Kong
- Singapour
- Campagne de Birmanie
- Opération Kita
- Indochine (1945)
- Détroit de Malacca
- Opération Jurist
- Opération Tiderace
- Opération Zipper
- Bombardements stratégiques (1944-45)

Guerre sino-japonaise
Front d'Europe de l’Ouest
Front d'Europe de l’Est
Bataille de l'Atlantique
Campagnes d'Afrique, du Moyen-Orient et de Méditerranée
Théâtre américain
L'invasion soviétique de Sakhaline, communément appelée bataille de Sakhaline (russe : Южно-Сахалинская операция, japonais : 樺 太 の 戦 い), est l'invasion soviétique de la partie territoriale japonaise de l'île de Sakhaline connue sous le nom de préfecture de Karafuto. L'invasion faisait partie de la guerre soviéto-japonaise, une campagne massive lancée à la fin de la Seconde Guerre mondiale.

## Contexte

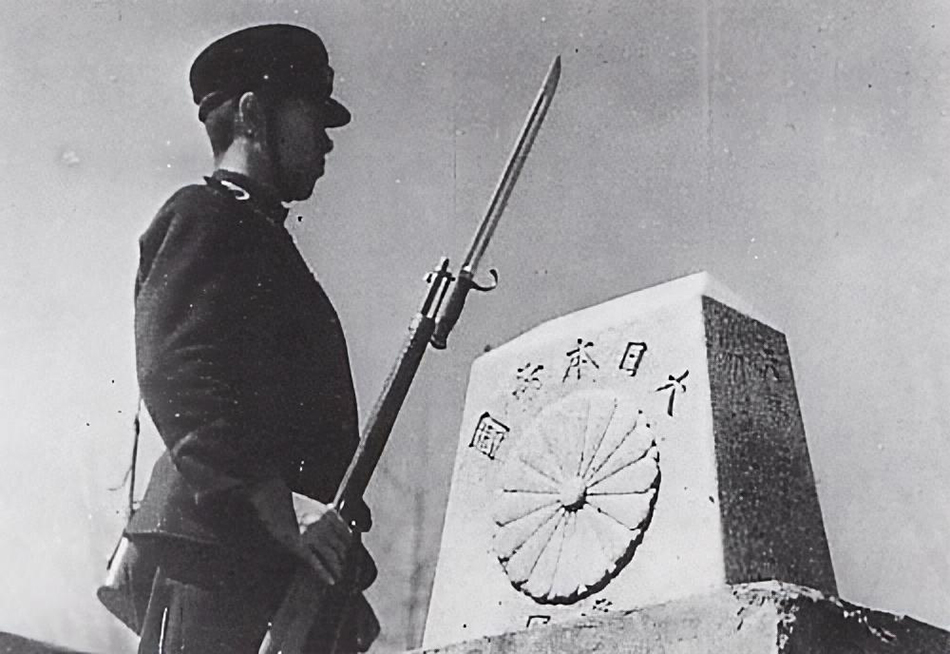
Sécurité frontalière du 50e parallèle à Karafuto.

Dans le traité de Portsmouth en 1905, le contrôle de l'île fut divisé, l'Empire russe contrôlant la moitié nord et les Japonais contrôlant la partie sud du 50e parallèle nord, connu au Japon sous le nom de préfecture de Karafuto et de district nord.
Lors de la conférence de Yalta en 1945, le dirigeant soviétique Joseph Staline s'engagea à commencer la lutte contre l'empire du Japon « dans deux ou trois mois après la capitulation de l'Allemagne et la fin de la guerre en Europe ». Cela créa ainsi un autre front stratégique contre le Japon, jugé nécessaire pour mettre fin à la guerre le plus tôt possible. À la suite de leur participation, les Soviétiques se verraient attribuer le sud de Sakhaline et les îles Kouriles, entre autres concessions. Les États-Unis aideront l'Armée rouge dans le projet Hula, en préparation de l'invasion.
Le 5 avril, l'Union soviétique répudia formellement le pacte de neutralité soviéto-japonais.
Le 9 août, l'URSS lança une invasion à grande échelle de la Mandchourie, débutant ainsi la guerre soviéto-japonaise. L'invasion débuta trois jours après le bombardement atomique américain d'Hiroshima et comprenait des plans pour envahir le sud de Sakhaline. Le but principal de l'invasion était d'éliminer la résistance japonaise, puis — dans les 10 à 14 jours — d'être prêt à envahir Hokkaidō, l'île la plus septentrionale du Japon.

## Ordre de bataille

### Union soviétique
- 2e front d'Extrême-Orient (commandé par le général d'armée Maksim Pourkaïev)
  - 16e armée (commandée par le général Leonti Tcheremisov)
    - 56e corps de fusiliers[2]
      - 79e division de fusiliers
      - 2e brigade de fusiliers
      - 5e brigade de fusiliers
      - 214e brigade de chars
      - 113e brigade de fusiliers

    - 255e division d'aviation mixte (en) (106 avions)
- Flotte du Pacifique (commandée par l'amiral Ivan Yumashev (en))
  - Flottille du Pacifique Nord (commandée par le vice-amiral V. A. Andreev)
  - Avions navals de la flotte du Pacifique (80 avions)
  - 365e bataillon d'infanterie navale

### Japon impérial
- 88e division d'infanterie (en) de la 5e armée régionale (commandée par le lieutenant général Kiichirō Higuchi)
  - Zone fortifiée de Karafuto (17 bunkers, 28 postes d'artillerie, 18 positions de mortier et autres. Installations, la garnison - 5 400 hommes) des garde-frontières
  - Détachements de réservistes

## Ligne Karafuto
Le 11 août, la 16e armée soviétique lança l'invasion terrestre du nord de Sakhaline de la partie sud de l'île contrôlée par le Japon. L'avance soviétique fut stoppée par la défense japonaise acharnée de la ligne de défense de la forteresse de Karafuto. La 16e armée soviétique, composée d'environ 20 000 hommes et soutenue par 100 chars, était trois fois plus nombreuse que les défenseurs japonais. Cependant, l'avance soviétique fut minime et retardée pendant quatre jours sur la ligne de fortifications Karafuto.
Le 15 août, le quartier général impérial japonais donna l'ordre d'arrêter toutes les opérations de combat offensives et d'engager un dialogue de cessez-le-feu ; contrairement à ce qu'affirme la 5e armée, qui demanda à la 88e division de défendre Sakhaline jusqu'au dernier homme. Le même jour, 3 000 soldats japonais se rendirent à la ligne Karafuto. Les pertes militaires japonaises s’élèveront à 568 morts.

## Invasion navale soviétique et blocus
Afin d'accélérer l'invasion de l'île de Sakhaline et de soulager la pression sur l'invasion terrestre, la marine soviétique lança une opération d'assaut amphibie contre les principaux ports japonais. Un blocus naval de l'île de Sakhaline fut mis en place pour empêcher l'évacuation des troupes japonaises. Des convois civils furent visés par des sous-marins soviétiques dans le golfe d'Aniva.
Le 16 août, le navire de la garde côtière soviétique Zarnitsa, quatre dragueurs de mines, deux transports, six canonnières et dix-neuf torpilleurs accostèrent à Port Toro. Environ 1 400 soldats soviétiques du 365e bataillon maritime séparé et un bataillon de la 113e brigade de fusiliers débarquèrent à Toro (aujourd'hui Chakhtiorsk) et engagèrent une garnison japonaise de 200 hommes. Toro fut capturé et le lendemain, prirent quatre zones peuplées et la ville portuaire d'Esutoru (maintenant Ouglegorsk), Anbetsu (maintenant Vozvrashcheniye) et Yerinai. Les pertes japonaises s'élèvent à 100 tués, 150 blessés et 30 capturés ; les Soviétiques comptent 12 tués.
Le 20 août, 3 400 soldats du bataillon maritime combiné de la marine soviétique et de la 113e brigade de fusiliers débarquèrent à Port Maoka (aujourd'hui Kholmsk). Le groupe de débarquement rencontra une défense japonaise féroce. Quelques navires de la marine furent endommagés, qui conduisit à une réponse soviétique par un bombardement naval intense de la ville, causant environ 600 à 1 000 morts parmi les civils. Maoka fut capturée le 22 août, malgré une forte résistance japonaise dans toute la ville. Les pertes militaires japonaises dans cette bataille fut de 300 tués et 600 capturés, contre 60 soldats de l'armée et 17 fantassins navals tués pour les soviétiques.
Le 25 août, 1 600 soldats soviétiques débarquèrent à Otomari (aujourd'hui Korsakov), provoquant la reddition d'une garnison japonaise de 3 400 hommes. Le même jour, les restes de la 88e division japonaise se sont rendus à la 16e armée et la ville de Toyohara fut capturée sans résistance, mettant officiellement fin à l'invasion de Sakhaline.

## Victimes et conséquences
Les pertes japonaises s'élèvent de 700 à 2 000 soldats tués et 3 500 à 3 700 civils tués. Environ 18 202 ont été capturés et de nombreux prisonniers de guerre japonais à Sakhaline ont été envoyés dans des camps de travail en Sibérie et détenus après la guerre[réf. nécessaire]. Au moins 100 000 civils japonais ont fui l'occupation soviétique pendant l'invasion. La capture de l'île de Sakhaline s'est avérée une condition préalable nécessaire à l'invasion des îles Kouriles. Après la capitulation japonaise, l'île de Sakhaline est restée sous le contrôle de l'URSS et reste toujours un territoire russe à ce jour, devenu une partie de l'oblast de Sakhaline.